# Mervila
Mervila (francès Merville) és un municipi francès del departament de l'Alta Garona, a la regió d'Occitània.

## Monuments

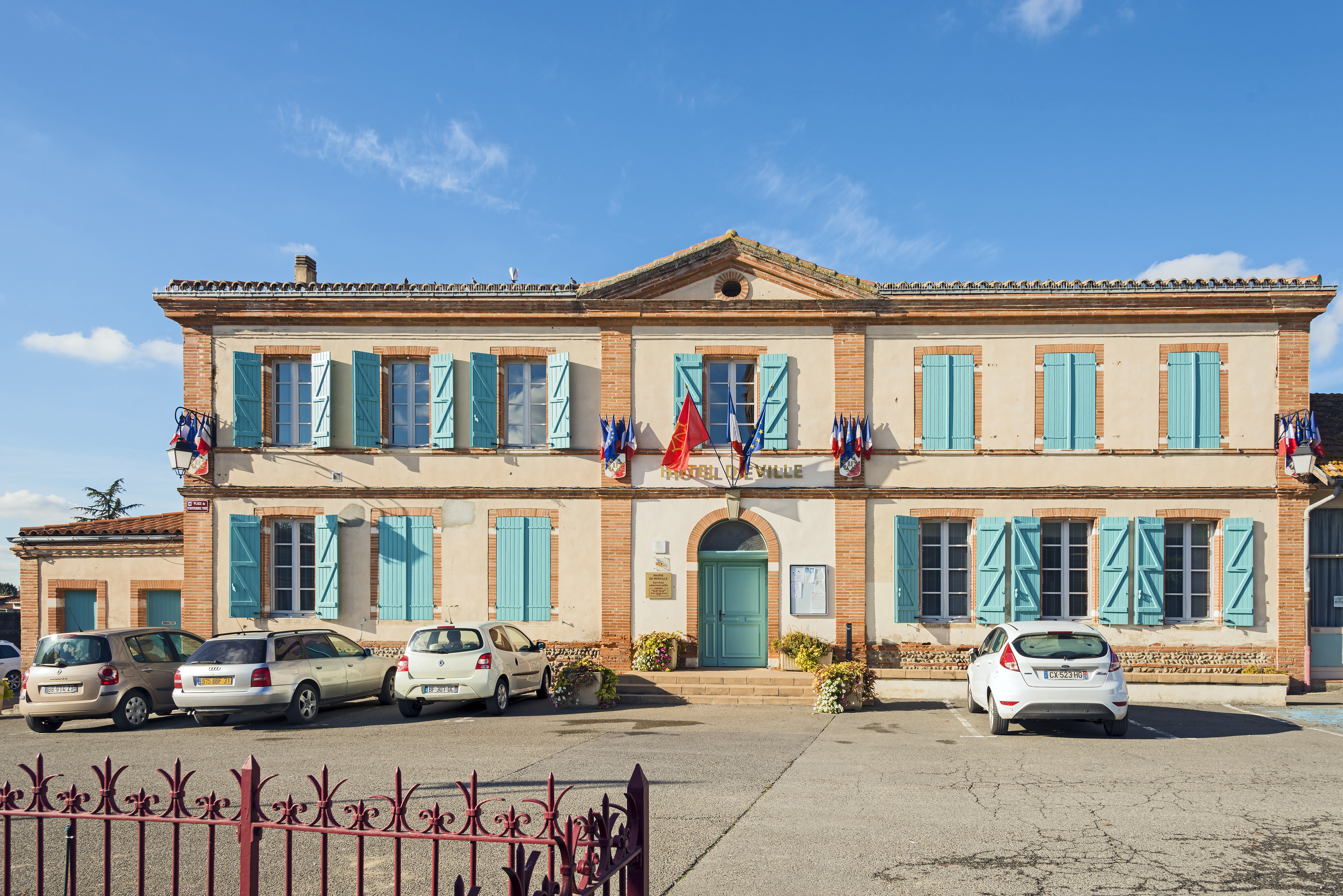
Ajuntament
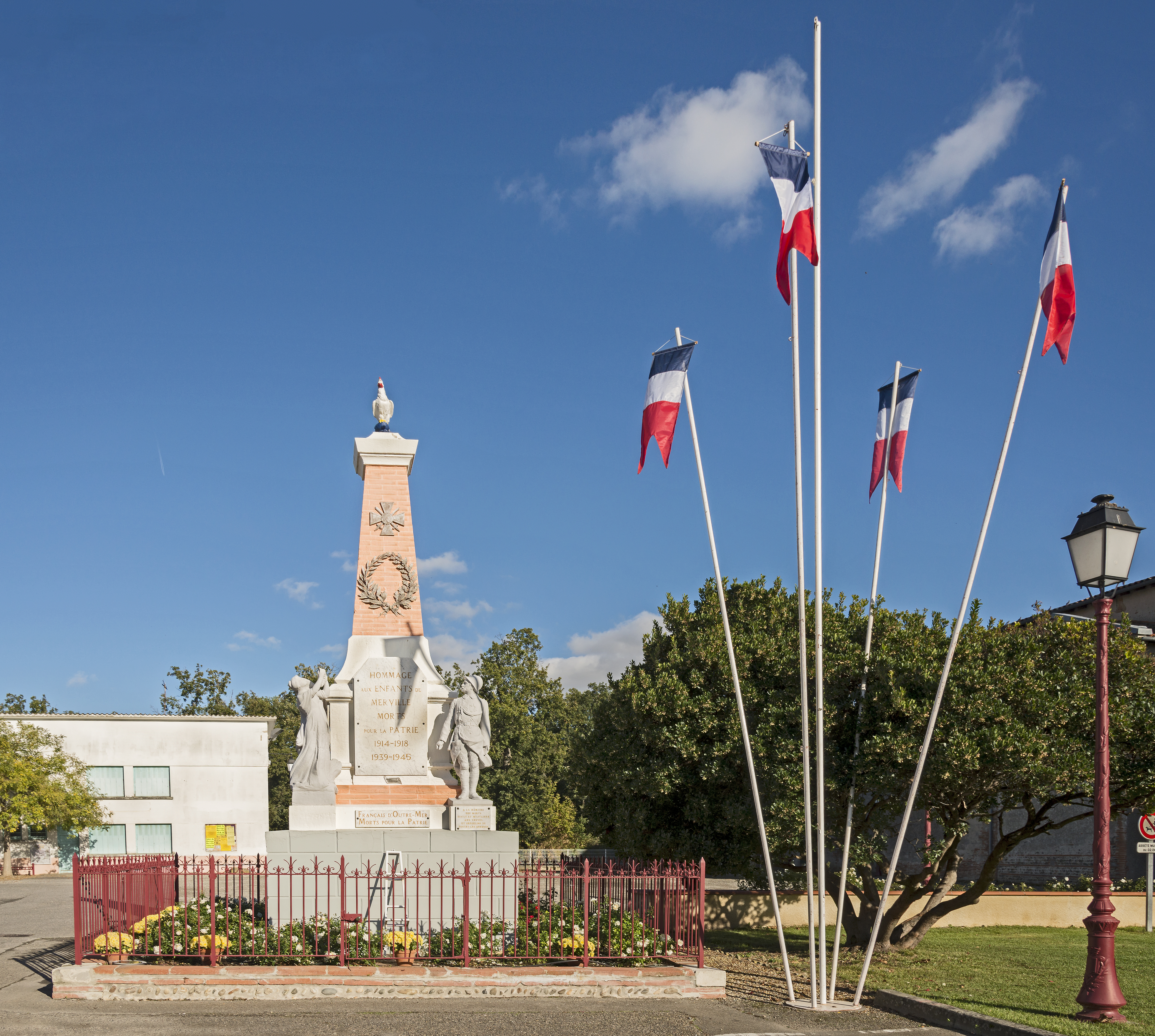
Monument als caiguts
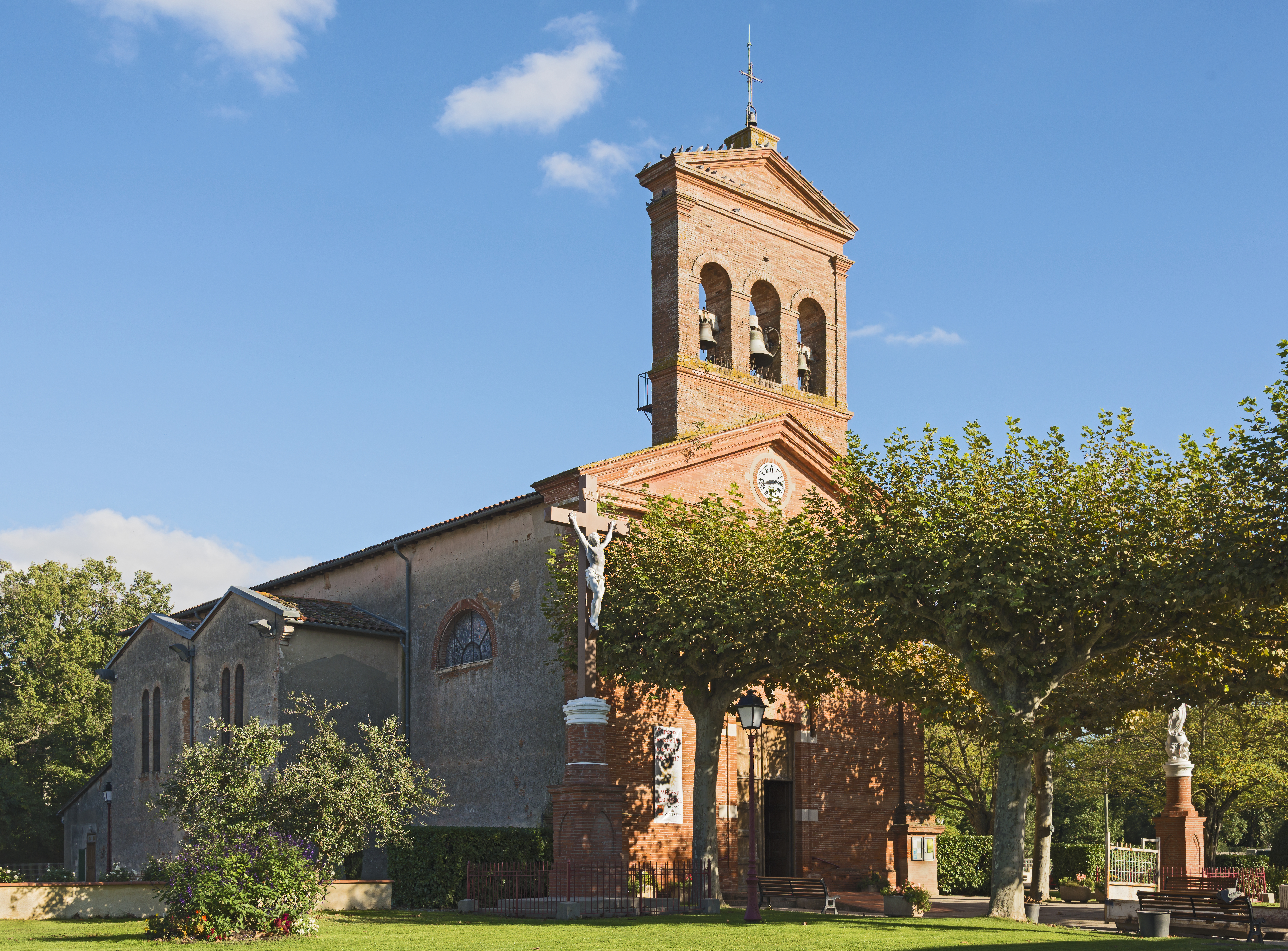
Església.
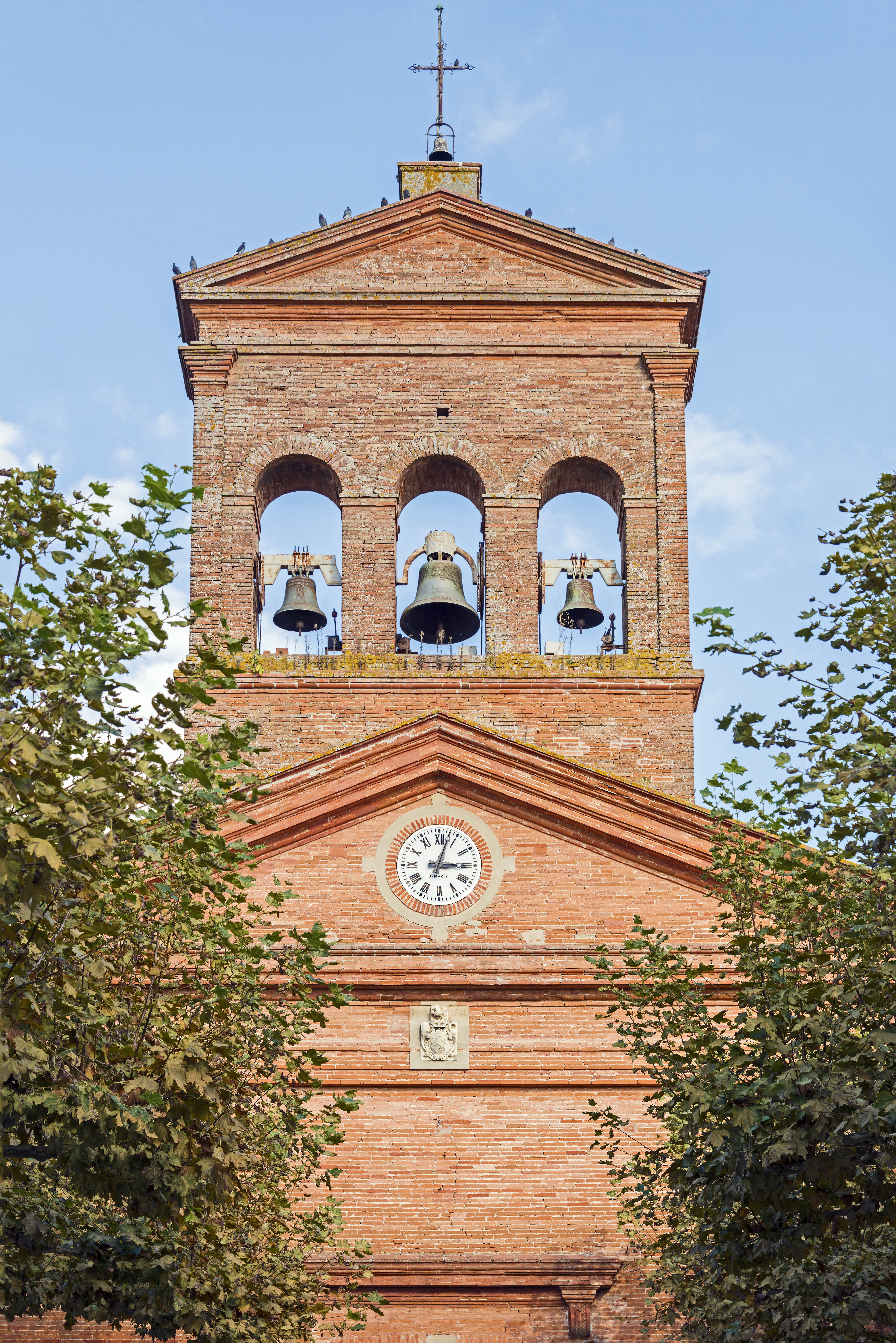
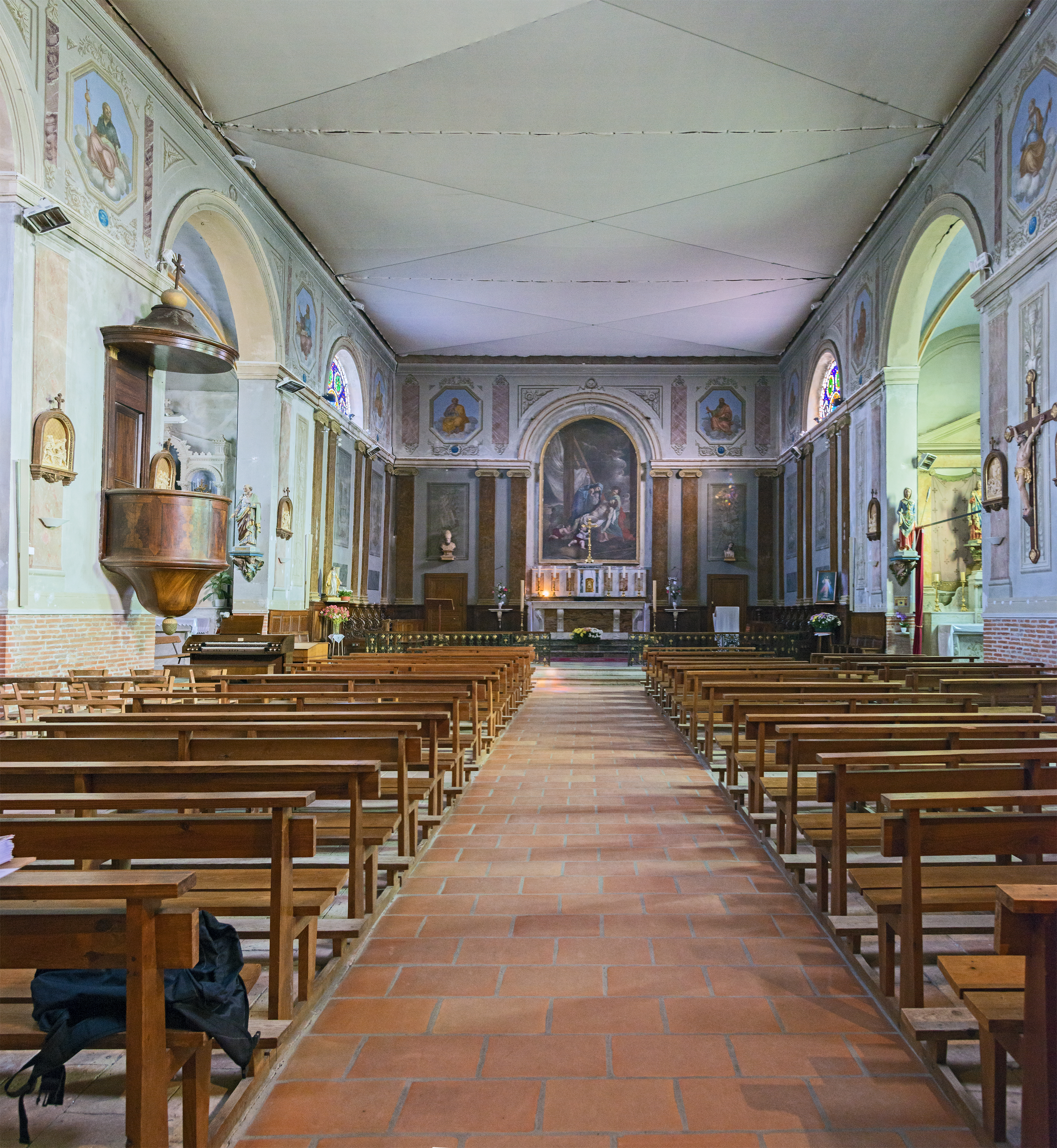
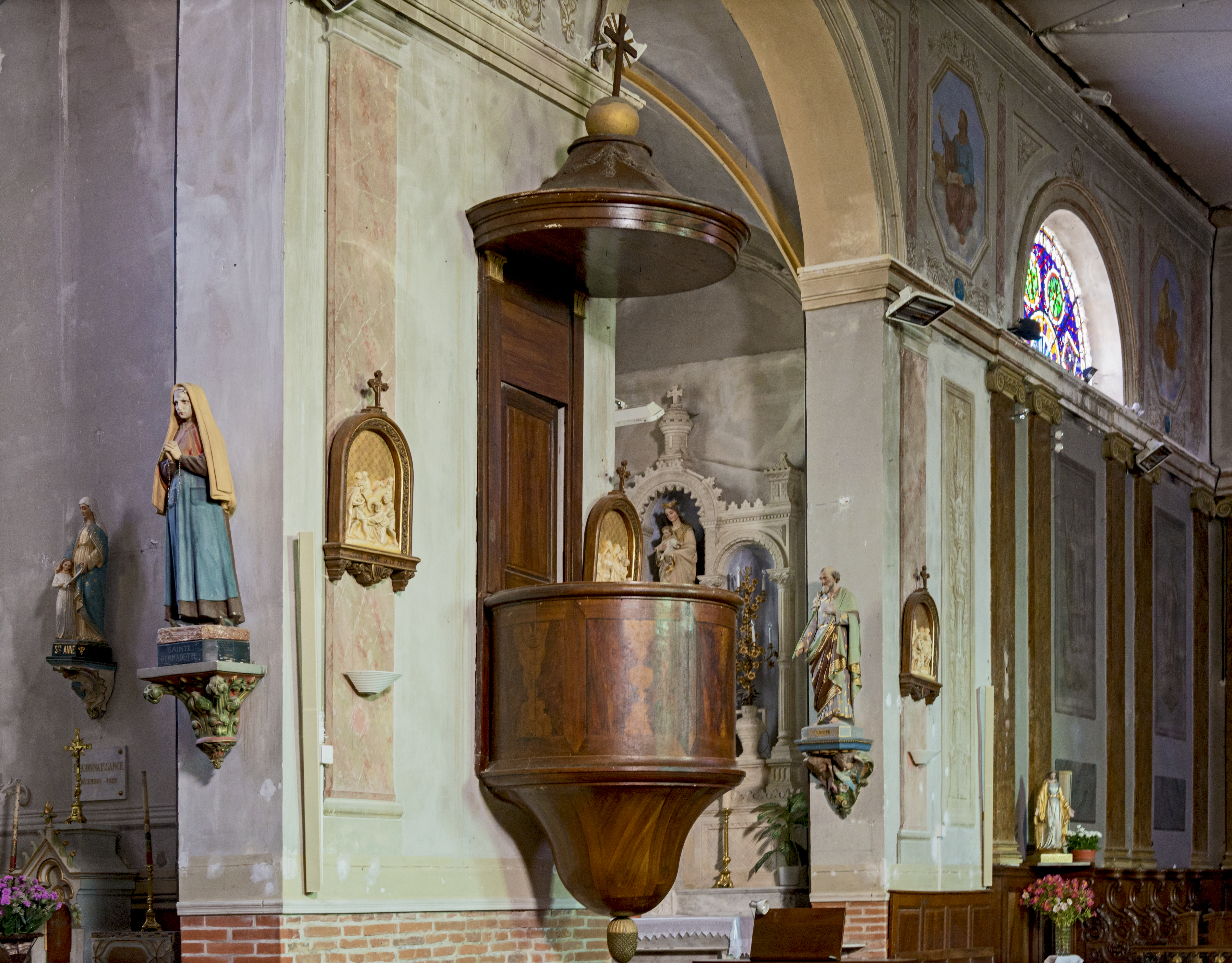
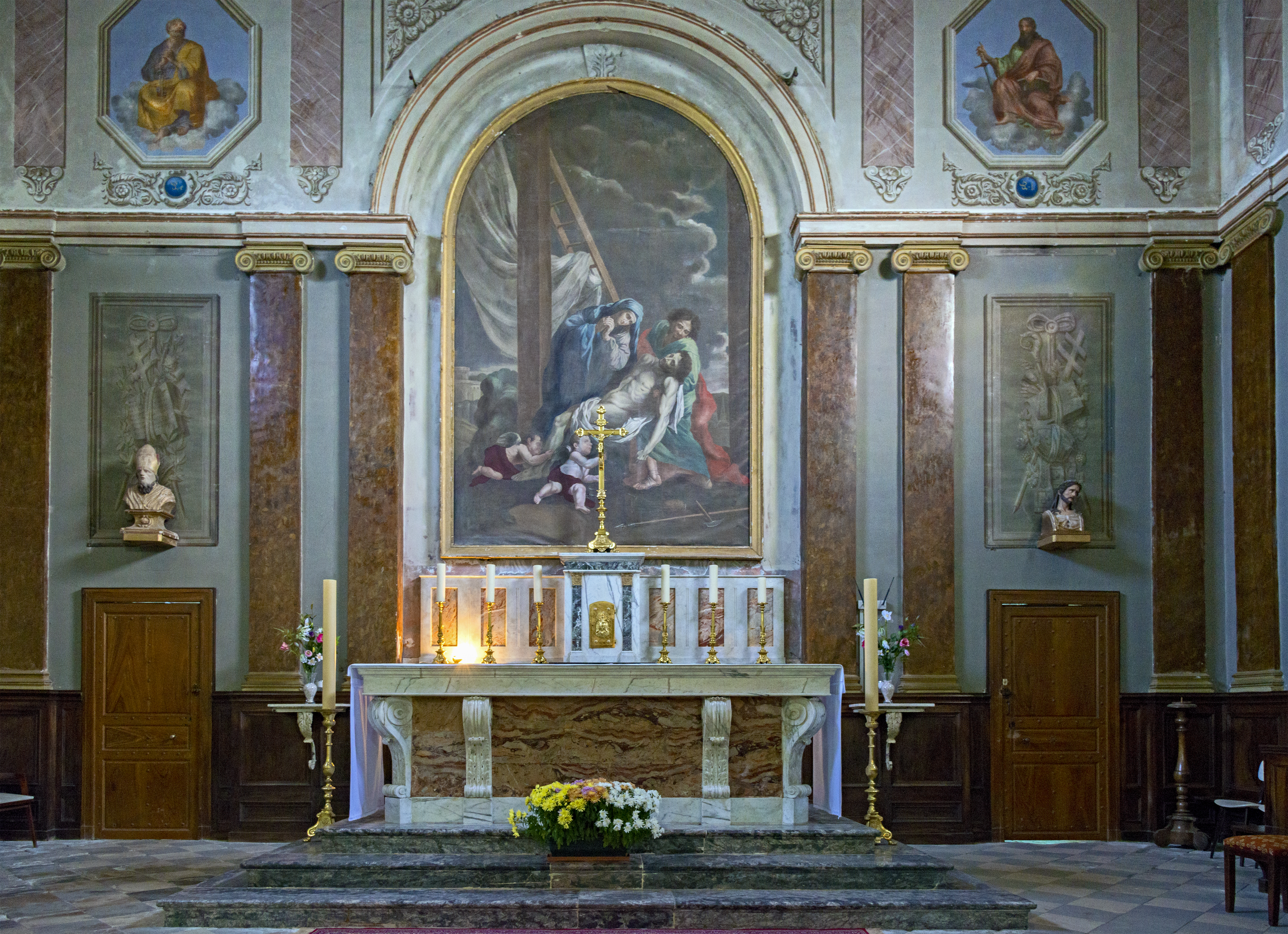
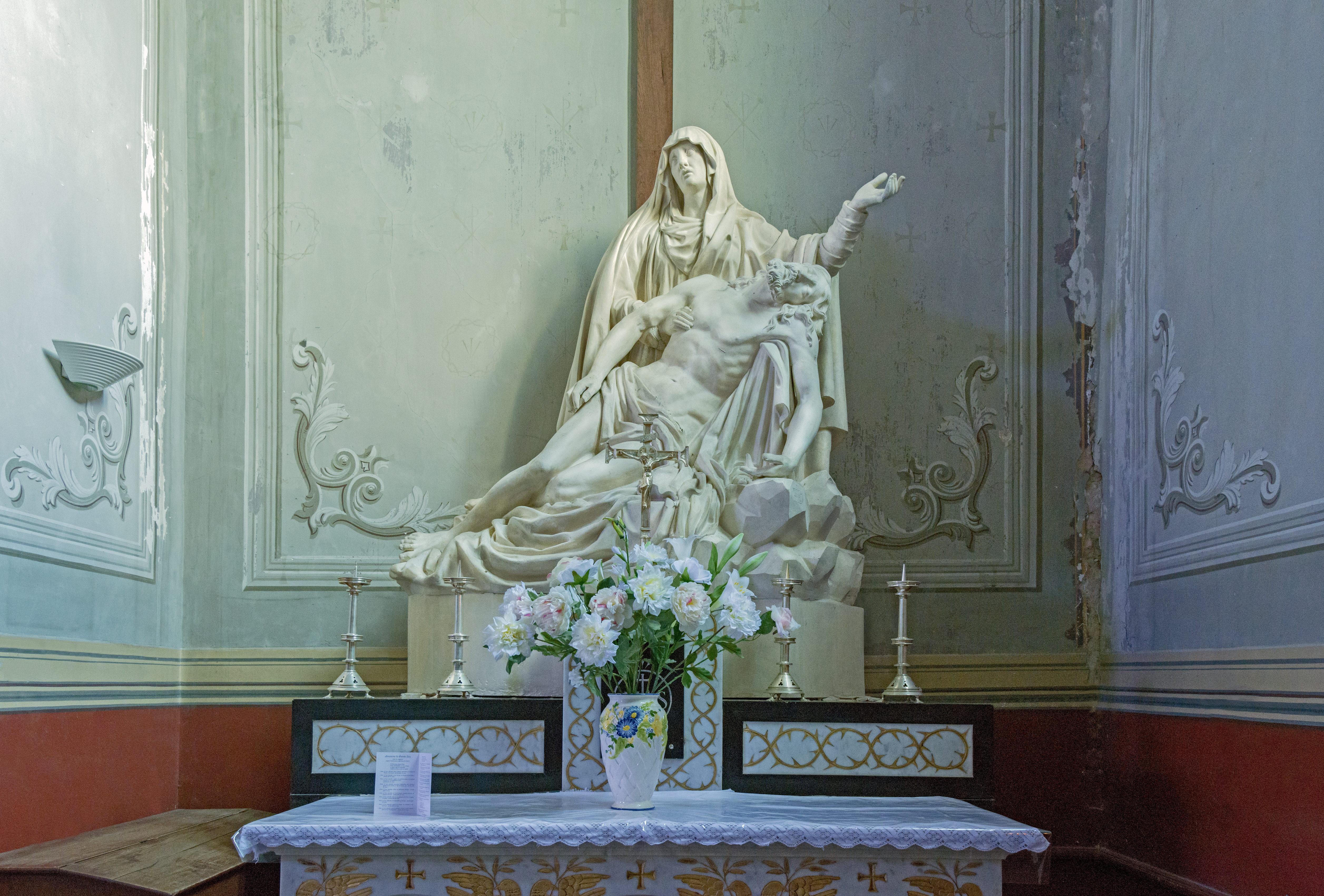